# Open Barranquilla 2013
L'Open Barranquilla 2013, noto anche come Seguros Bolívar Open Barranquilla per motivi di sponsorizzazione, è stato un torneo di tennis facente parte della categoria ATP Challenger Tour nell'ambito dell'ATP Challenger Tour 2013. È stata la 3ª edizione del torneo che si è giocata a Barranquilla in Colombia dall'8 al 14 aprile 2013 su campi in terra rossa e aveva un montepremi di $50,000+H.

## Partecipanti singolare

### Teste di serie
| Nazionalità | Giocatore                   | Ranking* | Testa di serie |
| ----------- | --------------------------- | -------- | -------------- |
| Colombia    | Santiago Giraldo            | 77       | 1              |
| Argentina   | Federico Delbonis           | 118      | 2              |
| Stati Uniti | Wayne Odesnik               | 120      | 3              |
| Francia     | Jonathan Dasnières de Veigy | 146      | 4              |
| Argentina   | Diego Schwartzman           | 149      | 5              |
| Colombia    | Alejandro González          | 165      | 6              |
| Cile        | Jorge Aguilar               | 182      | 7              |
| Argentina   | Marco Trungelliti           | 184      | 8              |

- Ranking al 1º aprile 2013.

### Altri partecipanti
Giocatori che hanno ricevuto una wild card:
- Felipe Escobar
- Marcel Felder
- Felipe Mantilla
- Eduardo Struvay

Giocatori che sono passati dalle qualificazioni:
- Iván Endara
- Claudio Grassi
- Cristóbal Saavedra-Corvalán
- Juan Carlos Sáez

## Partecipanti doppio

### Teste di serie
| Nazionalità | Giocatore        | Nazionalità | Giocatore             | Ranking* | Testa di serie |
| ----------- | ---------------- | ----------- | --------------------- | -------- | -------------- |
| Argentina   | Facundo Bagnis   | Argentina   | Federico Delbonis     | 330      | 1              |
| Brasile     | Fabiano de Paula | Italia      | Stefano Ianni         | 330      | 2              |
| Argentina   | Renzo Olivo      | Argentina   | Marco Trungelliti     | 331      | 3              |
| Cile        | Jorge Aguilar    | Ecuador     | Julio César Campozano | 524      | 4              |

- Ranking al 1º aprile 2013.

### Altri partecipanti
Coppie che hanno ricevuto una wild card:
- Nicolás Barrientos /  Eduardo Struvay
- Jhan Fontalvo Silva /  Francisco Franco
- Felipe Escobar /  Felipe Mantilla

## Vincitori

### Singolare
Federico Delbonis ha battuto in finale  Facundo Bagnis con il punteggio di 6–3, 6–2

### Doppio
Facundo Bagnis /  Federico Delbonis hanno battuto in finale  Fabiano de Paula /  Stefano Ianni 6–3, 7–5